# Croacia en los Juegos Olímpicos de Turín 2006
Croacia estuvo representada en los Juegos Olímpicos de Turín 2006 por un total de 23 deportistas que compitieron en 6 deportes.  
La portadora de la bandera en la ceremonia de apertura fue la esquiadora Janica Kostelić.

## Medallistas
El equipo olímpico croata obtuvo las siguientes medallas:
| Nombre          | Deporte      | Competición    |
| --------------- | ------------ | -------------- |
| Oro             |              |                |
| Janica Kostelić | Esquí alpino | Combinada F    |
| Plata           |              |                |
| Ivica Kostelić  | Esquí alpino | Combinada M    |
| Janica Kostelić | Esquí alpino | Supergigante F |
| Bronce          |              |                |
| —               |              |                |